# Caius Antistius Vetus (consul en 96)
Pour les articles homonymes, voir Antistius Vetus.
Caius Antistius Vetus est un sénateur romain du Ier siècle, consul éponyme en 96 sous Domitien.

## Biographie
Il est peut-être le fils, ou le petit-fils, de Caius Antistius Vetus, consul éponyme en 50 sous Claude. D'autres membres de sa famille sont consuls sous Auguste, Tibère et Néron.
En l’an 96, la dernière année du règne de Domitien, il est consul éponyme aux côtés de Caius Manlius Valens,.